# Église de Khanguet Gare
L'église de Khanguet Gare, située dans la ville de Khanguet en Tunisie, est une église catholique construite en 1929 pendant le protectorat français. Cédée au gouvernement tunisien en 1964, elle est actuellement en ruines.

## Historique de l'église
La construction d'une gare sur la voie ferrée entre Tunis et Grombalia est à l'origine de la création de ce hameau organisé en paroisse de 1892 à 1897. C'est sans doute à cette époque qu'un premier lieu de culte est bâti sur un terrain d'une superficie de dix ares acheté au prix d'un franc par la société La Tunisienne. Deux curés se succèdent, les abbés Bonhomme et Reyboubet, avant que Khanguet Gare ne perde son titre de paroisse pour être rattaché à Grombalia en 1897. En 1922, on y compte 300 fidèles.
En 1929, l'édifice est remplacé par l'église actuelle et béni par l'archevêque de Carthage, Monseigneur Alexis Lemaître. De style néo-roman, elle est constituée d'une nef unique sans transept comme la plupart des églises tunisiennes. En 1938, on y adjoint un clocher considéré par le journal La Tunisie catholique comme « un des plus réussis de l'intérieur tunisien ; il fait bonheur à l'architecte, à l'entrepreneur et aussi aux souscripteurs ». Placé latéralement par rapport à la façade principale, celui-ci est coiffé d'une flèche de forme conique, ce qui est assez rare en Tunisie.

## Indépendance de la Tunisie
L'indépendance du pays en 1956 et la nationalisation des terres européennes le 12 mai 1964 provoquent le départ de nombreux Européens vers la France et l'Italie. Le modus vivendi signé entre le gouvernement tunisien et le Vatican le 10 juillet 1964 prend acte de cette disparition de la communauté chrétienne de Khanguet Gare. Son église est cédée au gouvernement tunisien avec l'assurance qu'elle ne sera utilisée qu'à des fins d'intérêt public compatibles avec son ancienne destination.
Elle est actuellement en ruines.

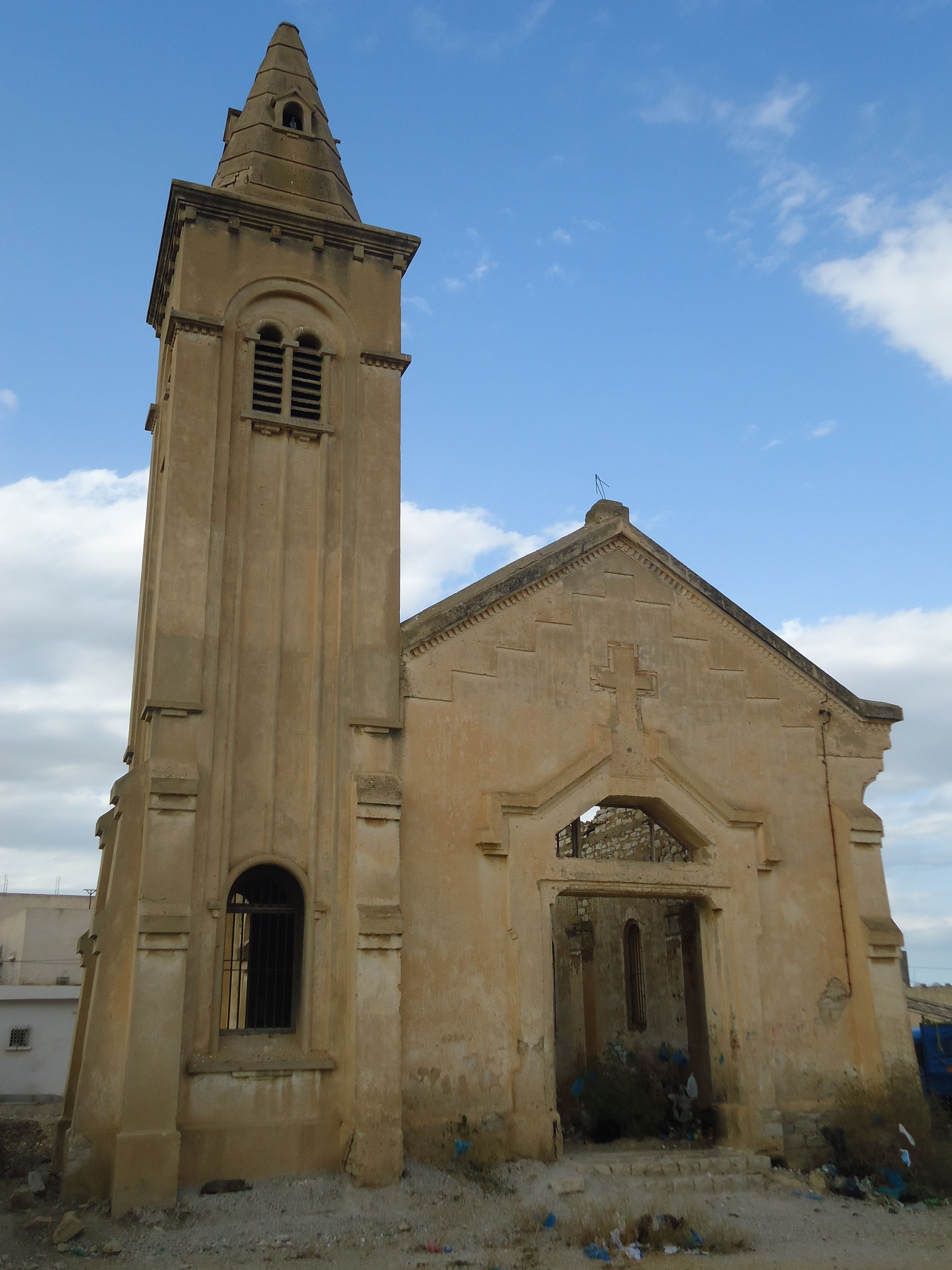
Entrée principale.
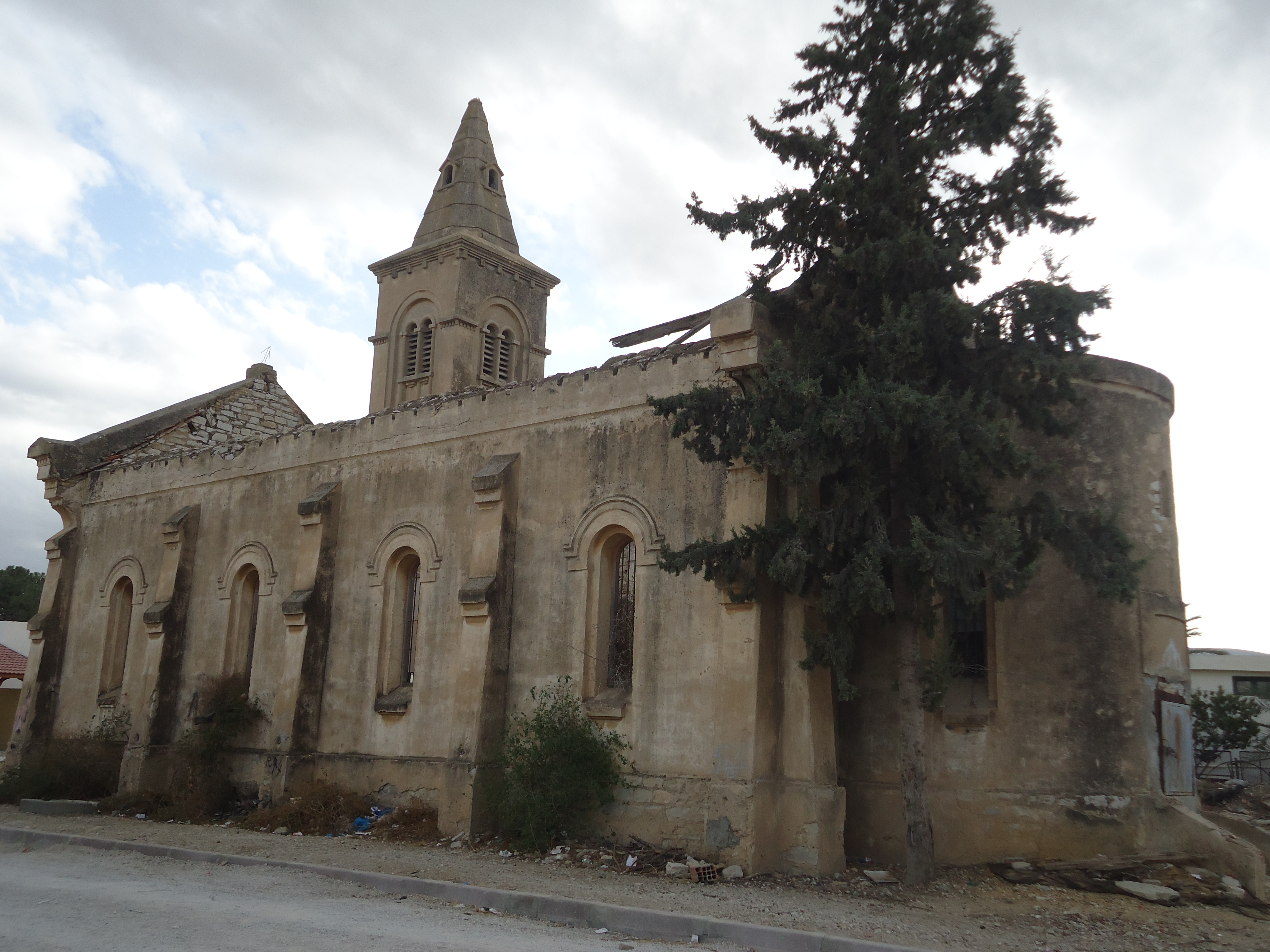
Façade nord-est.
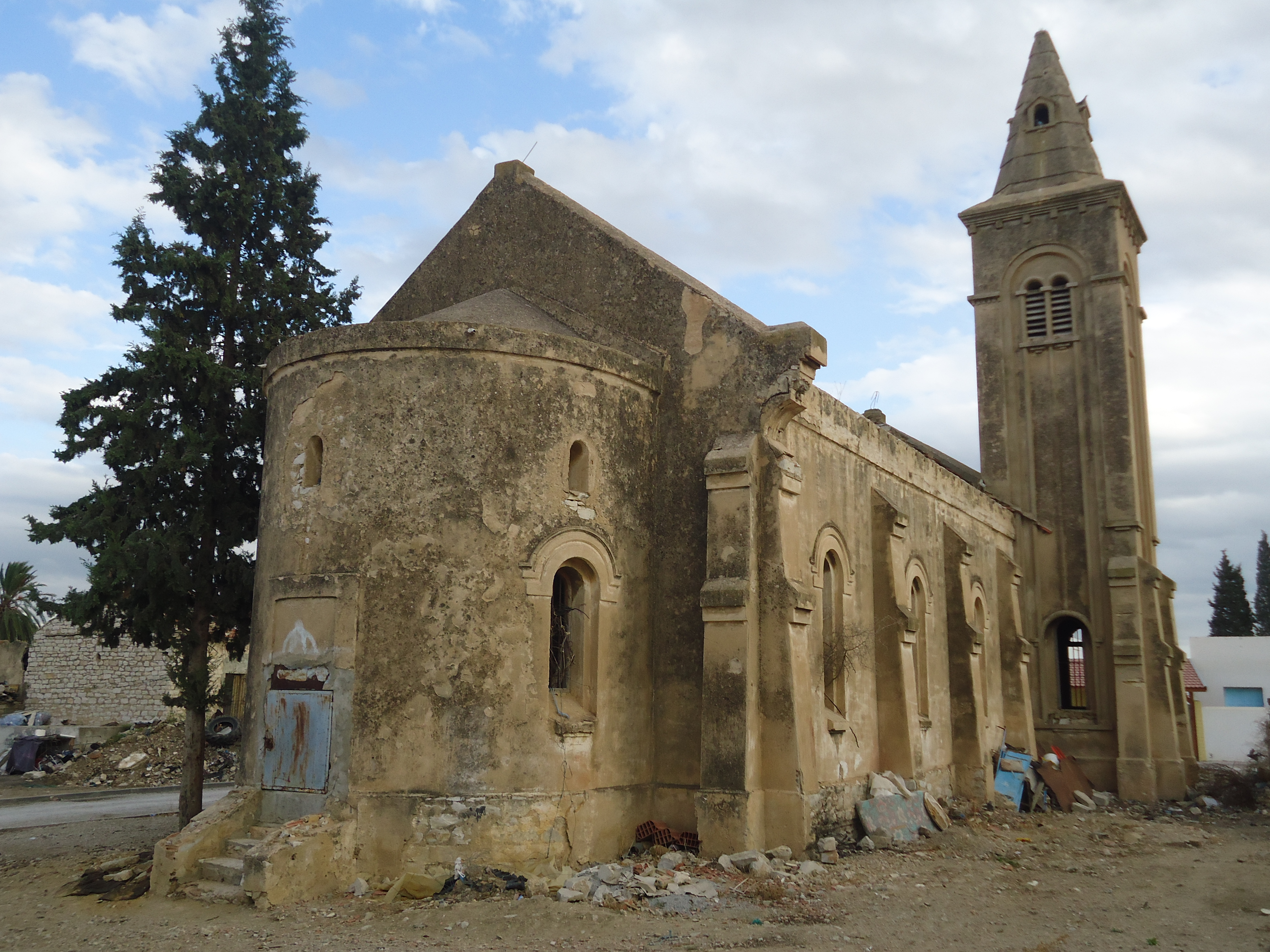
Façade sud-ouest.
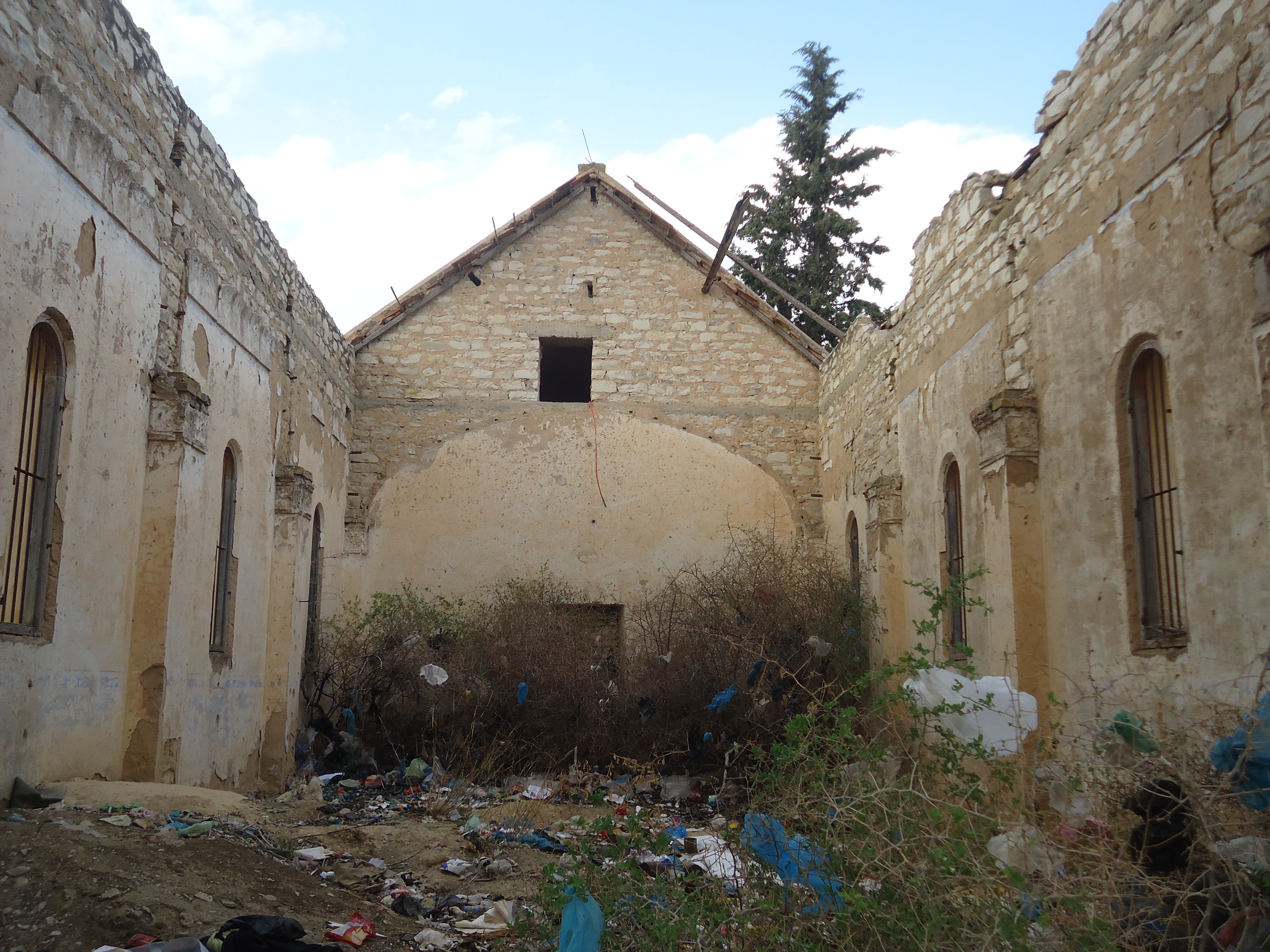
Intérieur côté autel.
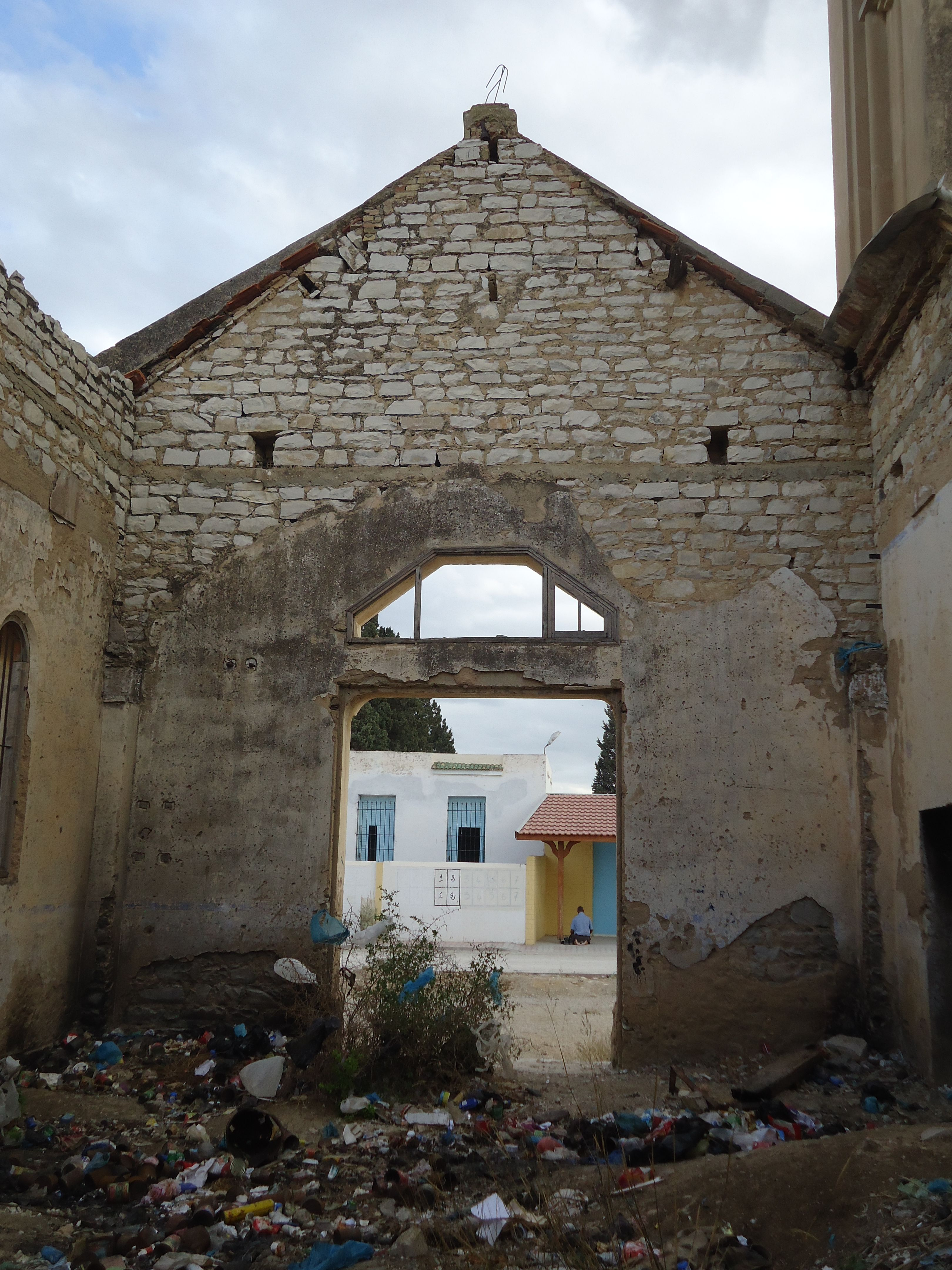
Intérieur côté entrée.